# Australian Federation of Women Voters
La Federación Australiana de Mujeres Votantes (Australian Federation of Women Voters - AFWV) originalmente creada en 1921 como Australian Womens Register,se convirtió en AFWV en 1924.

## Historia
También conocida como Federación Australiana de Sociedades de Mujeres por la Igualdad de Ciudadanía (The Australian Federation of Women's Societies for Equal Citizenship), fue fundada como un grupo de presión nacional a favor de los derechos de las mujeres tras lograr el sufragio.
Planteada por primera vez en la conferencia nacional trienal de la Unión de Mujeres Cristianas por la Templanza en Perth en 1918, la Federación se estableció inmediatamente después de la siguiente reunión en Melbourne en 1921. Bessie Rischbieth (Australia Occidental) fue elegida presidenta y Elizabeth Nicholls (Australia del Sur), Annie Carvosso (Queensland) y Mary Jamieson Williams (Nueva Gales del Sur) fueron elegidas vicepresidentas.
Durante tres décadas estuvo a la vanguardia del movimiento progresista de mujeres en Australia". La federación tenía una publicación oficial, titulada The Dawn, que creada en 1918.

## Logros
Los logros de la Federación incluyeron:
- Obtención de la representación de la primera mujer como delegada australiana en la Asamblea de la Sociedad de las Naciones en 1922
- Lograr el nombramiento de miembros de sus grupos afiliados a la Asamblea de la Sociedad de Naciones en 1928, 1935 y 1936.
- En 1937, la Federación compiló un memorando sobre la condición jurídica y social de las mujeres, que mostraba que la discriminación sexual era endémica en la legislación australiana. El informe se incluyó como anexo al informe elaborado por el Gobierno sobre el mismo tema y se remitió a la Secretaría de la Sociedad de Naciones. En 1947 la Federación elaboró un segundo documento sobre la situación de las mujeres.

La Federación existió hasta 1974 y fue reemplazada en gran parte por el Women's Electoral Lobby en 1972.